# 平安鐘
平安鐘即一線通平安鐘，是香港長者安居協會為長者和其他有需要人士提供的一項呼援及關懷服務。

## 簡介
平安鐘服務創立始於1996年，為長者或有需要人士提供24小時呼援及關懷服務。服務提供者的呼援及關懷服務熱線中心將因應求助人需要提供協助，呼援中心於緊急情況下為求助人召喚救護車或報警；另外呼援中心亦有其他社會資源的資訊，為使用者提供協助。
香港平安鐘服務由長者安居協會提供，有需要人士可向該協會申請。成功申請後，會獲得協會提供的一個平安鐘主機及遙控掣，其中主機連接家用電話線。安裝平安鐘後，服務使用者遇上緊急狀況，只需按動主機上的按鈕，或遙控按鈕，便可以立即與呼援及關懷服務中心取得聯繫，獲得及時救助。在求助的過程中，即便呼叫者無法對話，呼援及關懷服務員也可以透過電腦資料庫的預存個人資料，獲得使用者的個人資料，該會亦與醫院管理局互聯，於緊急時將使用者的電子病歷傳真至醫院管理局屬下的醫院急症室；此外，呼援中心亦可與日常照顾的親屬、服務人員或義工取得聯繫，給予使用者緊急救護。
現時行政總裁為王虹虹 。

## 服務內容[1]
- 備有主機及遙控掣
- 提供24小時 × 365天的支援及關懷服務

### 關懷服務及24小時緊急支援服務
- 致電警方999
- 提供電話慰問
- 召喚救護車
- 預約門診
- 傳真電子病歷撮要至急症室（醫院管理局認可）
- 提醒預約覆診
- 通知緊急聯絡人
- 解答社區/生活咨詢
- 註冊社工作情緒輔導
- 註冊護士提醒飲食須知

### 平安鐘遙控掣
- 輕巧防水，方便淋浴時攜帶
- 備有頸鏈型及手錶型，可供選擇
- 遙控掣接收範圍約為一千平方英尺（約100平米）

## 其他地區
多年來已開辦緊急呼援服務的地區如下：
- 2003 上海安康通
- 2005 廣州星光通
- 2007 澳門平安通
- 2009 深圳安心寶
- 2013 成都長者通
- 2013 成都錦江區老齡辦

2005年，廣州市學習借鑒香港的先進經驗，也開始在全市推廣使用該服務平台。廣州的平安鐘統一名稱為平安通，由户籍所在地的社区居委会報裝。

## 外部連結
- 香港「平安鐘®」服務（繁體中文）
- 平安通 - 广州社区服务网（简体中文）